# 천병태
천병태(千炳泰, 1962년 5월 8일 ~ , 경상북도 경산시)는 대한민국의 제2대 경상남도 울산시의원이었으며, 제1·5대 울산광역시의원이고, 제6대 울산광역시 중구의원이었다.

## 학력
- 울산여천국민학교 졸업
- 대현중학교 졸업
- 울산고등학교 졸업
- 울산대학교 영어영문학과 졸업

## 경력
- 울산대학교 총학생회 회장
- (사)울산 여성의 전화 자문위원
- 병영마을 도서관 친구들 운영위원
- 1995.07 ~ 1997.07 제2대 경상남도 울산시의회 의원
- 1995.07 ~ 1996.12 제2대 경상남도 울산시의회 전반기 보사위원회 위원
- 1995.07 ~ 1996.12 제2대 경상남도 울산시의회 전반기 예산결산특별위원회 위원
- 1997.01 ~ 1997.07 제2대 경상남도 울산시의회 후반기 보사환경위원회 간사
- 1997.07 ~ 1998.06 제1대 울산광역시의회 의원
- 1997.07 ~ 1998.06 제1대 울산광역시의회 후반기 교육사회위원회 위원
- 1997.07 ~ 1998.06 제1대 울산광역시의회 후반기 예산결산특별위원회 위원
- 2008.10 ~ 2010.07 민주노동당 울산시당 중구 지역위원회 위원장
- 2010.07 ~ 2014.06 제5대 울산광역시의회 의원
- 2010.07 ~ 2012.07 제5대 울산광역시의회 전반기 의회운영위원회 위원
- 2010.07 ~ 2012.07 제5대 울산광역시의회 전반기 행정자치위원회 위원
- 2010.07 ~ 2012.07 제5대 울산광역시의회 전반기 예산결산특별위원회 위원
- 2010.09 ~ 2011.03 제5대 울산광역시의회 울산외고 부실공사에 관한 행정사무조사특별위원회 위원
- 2012.07 ~ 2014.06 제5대 울산광역시의회 후반기 의회운영위원회 위원
- 2012.07 ~ 2014.06 제5대 울산광역시의회 후반기 행정자치위원회 위원
- 2012.07 ~ 2014.06 제5대 울산광역시의회 후반기 예산결산특별위원회 위원
- 2015.10 ~ 2018.04 제6대 울산광역시 중구의회 의원
- 2015.10 ~ 2016.07 제6대 울산광역시 중구의회 전반기 의회운영위원회 위원
- 2015.10 ~ 2016.07 제6대 울산광역시 중구의회 전반기 행정자치위원회 위원
- 2016.05 ~ 2016.10 제6대 울산광역시 중구의회 울산혁신도시개발사업특별위원회 위원
- 2016.07 ~ 2018.04 제6대 울산광역시 중구의회 후반기 의회운영위원회 위원
- 2016.07 ~ 2018.04 제6대 울산광역시 중구의회 후반기 행정자치위원회 위원
- 2016.07 ~ 2018.04 제6대 울산광역시 중구의회 후반기 예산결산특별위원회 위원
- 2016.11 ~ 2018.04 제6대 울산광역시 중구의회 태풍차바피해원인규명행정사무조사특별위원회 위원

## 역대 선거 결과
|  | 43.40% |

|  | 35.40% |

|  | 37.74% |

|  | 15.65% |

|  | 13.85% |

|  | 21.39% |

|  | 43.59% |

|  | 38.10% |

|  | 56.76% |

|  | 28.20% |

|  | 20.38% |